# ヌワラ・エリヤ・ゴルフクラブ
ヌワラ・エリヤ・ゴルフクラブ（英語: Nuwara Eliya Golf Club）は、スリランカの中部州ヌワラ・エリヤにあるゴルフ場。
アジア最古のゴルフコースであり、1880年にイギリスの農園主たちにより発案され、1889年に完成している。コースは18ホールで6250ヤードある。